# Hrabstwo Dyer
Hrabstwo Dyer (ang. Dyer County) – hrabstwo w stanie Tennessee w Stanach Zjednoczonych. Obszar całkowity hrabstwa obejmuje powierzchnię 526,48 mil² (1363,58 km²). Według szacunków United States Census Bureau w roku 2009 miało 37 811 mieszkańców.
Hrabstwo powstało w 1823 roku. 

## Miasta

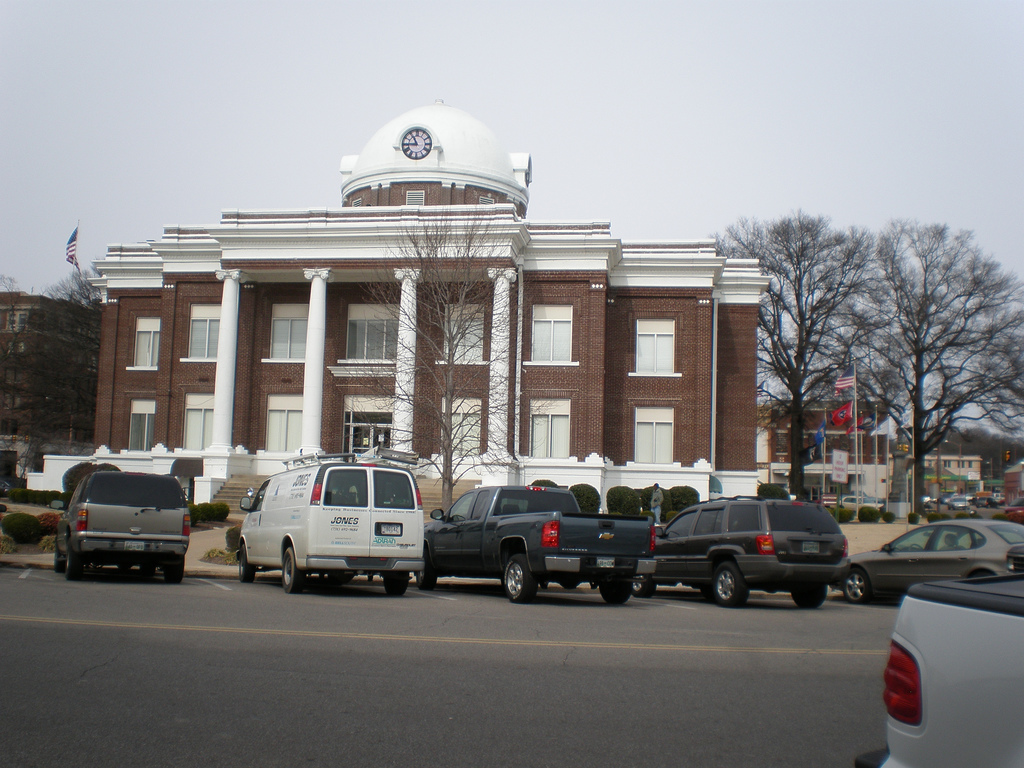
Budynek administracji hrabstwa (courthouse) w Dyersburg

- Dyersburg
- Newbern
- Trimble[4]